# 清交社
一般社団法人清交社（いっぱんしゃだんほうじんせいこうしゃ）は1923年（大正12年）に大阪で設立された社交倶楽部。

## 所在地
大阪府大阪市北区堂島浜1-3-1 ANAクラウンプラザホテル大阪24階

## 歴史
福澤諭吉が1880年（明治13年）に東京で設立した交詢社の流れをくみ、当時の毎日新聞社長・高石真五郎が仲間と共に立ち上げた大阪の社交倶楽部である。明治から大正にかけて飛躍的な発展を遂げて「東洋のマンチェスター」と称された大阪で、財界人たちが中心となり立ち上げた。
大阪市は当時、1925年（大正14年）に周辺町村を編入して人口が210万人を超え、当時の東京市を面積・人口で抜いて日本一の都市となり、「大大阪」と呼ばれた時代であった。
１００年の歴史の中での特筆すべき出来事は以下の通りである。
■ 関西に名門社交倶楽部が誕生
■ 毎日新聞主催の全国中学校野球選抜選手権大会に清交社盃を寄贈
■ 英式・米式撞球の採用
■ 洋食を食べることができ、結婚式と披露宴ができた清交社
■ 大阪帝国大学の設立に寄与した清交社
■ 政令都市大阪の実現に寄与した清交社
■ 戦時中も続いた清交社の午餐講演会
■ 創立以来、清交社の魅力を高めている同好会・諸会
■ 午前11時から午後10時まで利用できたゴルフ練習場
■ 交詞社対清交社対抗の撞球、囲碁、ゴルフの競技会
■ 実弾射撃会に参加したり、負傷兵を慰問した清交社
■ 30を超える魅力的な同好会、諸会の活動
■ 金属供出命令でストーブと電気器具を失っても、続けられた活動
■ 戦時中、国からの命令で中止となった一部の同好会活動
■ 疎開に応じなかった清交社
■ 戦時中、赤紙で戦地に赴任した社員
■ 戦時中、慰問袋を戦地に送った清交社
■ 戦後、進駐軍の接収を免れることができた清交社の会館
■ 戦後、他の社交倶楽部が衰退する中で、輝かしい活動をつづけた清交社
■ 晩餐会には社員がお米を持参した清交社
■ 被災地に支援した清交社
■ いち早く女性社員を受け入れた清交社
■ 高度経済成長のとき、多くの社員が退会して東京や海外に赴任
■ 中小企業のオーナーが中心となった清交社
■ 堂島ビルヂングからANAクラウンプラザホテルへ移転した清交社
■ 経営の達人、学びの達人、遊びの達人をめざす清交社
■ 百年の歴史を積み重ねた清交社
■ 20歳代から100歳以上の方々が世代を超えて交流できる清交社
■ 業界や職種に偏らず、個人の意思を尊重する清交社
■ ポスト100周年のビジョンを描く清交社

## 歴代理事長
| 代数   | 氏名       | 所属                         | 在任            |
| ------ | ---------- | ---------------------------- | --------------- |
| 初代   | 高石真五郎 | 毎日新聞社社長               | 1923年 - 1948年 |
| 第2代  | 白川朋吉   | 大阪市会議長・弁護士         | 1948年 - 1950年 |
| 第3代  | 大西耕三   | 日弁連会長                   | 1950年 - 1957年 |
| 第4代  | 山本為三郎 | アサヒビール社長             | 1957年 - 1966年 |
| 第5代  | 井口竹次郎 | 大阪ガス会長                 | 1966年 - 1970年 |
| 第6代  | 甘粕勇雄   | 弁護士                       | 1970年 - 1972年 |
| 第7代  | 藤阪修美   | 大阪ガス相談役               | 1972年 - 1976年 |
| 第8代  | 荻野益三郎 | 大阪高裁長官                 | 1976年 - 1980年 |
| 第9代  | 越後正一   | 伊藤忠商事相談役             | 1980年 - 1984年 |
| 第10代 | 坂田勝郎   | 毎日放送会長                 | 1984年 - 1988年 |
| 第11代 | 久井忠雄   | 関西大学理事長               | 1988年 - 1991年 |
| 代行   | 吉本晴彦   | 大阪マルビル社長             | 1991年 - 1992年 |
| 第12代 | 村井勉     | アサヒビール会長             | 1992年 - 2008年 |
| 第13代 | 迫田太     | 毎日新聞社顧問               | 2008年 - 2013年 |
| 第14代 | 福地茂雄   | アサヒビール相談役           | 2013年 - 2018年 |
| 第15代 | 佐々木隆之 | 西日本旅客鉄道相談役         | 2018年 - 2020年 |
| 第16代 | 福地茂雄   | アサヒビール社友             | 2020年 - 2021年 |
| 第17代 | 藤洋作     | 関西電力顧問                 | 2021年 - 2023年 |
| 第18代 | ⻆和夫     | 阪急阪神ホールディングス会長 | 2023年 -2025年  |
| 第19代 | 眞鍋精志   | 西日本旅客鉄道相談役         | 2025年-         |

## 活動内容
各界の著名人による講演会やさまざまな同好会活動を通じてメンバー同士が懇親を深め、見識を高める活動を行っている。
創立以来、毎週火曜日に開催される午餐講演会には、政財界のトップをはじめ国内外の著名人を講師として招くなど、世代や業種の壁を超えて人脈を広げる活動が魅力となっている。

### 清交社に在籍した主な著名人
自らの才覚で日本を代表する企業を育て、関西経済の発展を支えた創業者もいた。
松下電器産業（現パナソニックホールディングス）を一代で築き、「経営の神様」と呼ばれた松下幸之助をはじめ、制御機器大手オムロンの立石一真、スポーツ用品大手ミズノの水野利八、大手菓子メーカー江崎グリコの江崎利一らの顔が並んだ。さらに、関西電力の初代社長で黒部ダム建設に尽力した太田垣士郎、近畿日本鉄道（近鉄）の中興の祖といわれる佐伯勇、アサヒビール社長やJR西日本初代会長を務めた村井勉ら関西を代表する企業のトップや、市民派弁護士として知られ「平成の鬼平」ともよばれた元日本弁護士連合会会長の中坊公平らが在籍した。

#### 交詢社との関係
清交社は交詢社とは別の独立した団体であるが、清交社の発足に際して交詢社の社員が中心となって大阪で社交倶楽部を立ち上げたことから、交詢社とは縁故の深い、いわば姉妹クラブのような位置づけとなっており、ゴルフ、囲碁、将棋の対抗試合が過去行われていた。また、交詢社の創立100周年記念式典が行われた1980年（昭和55年）1月26日には、清交社の当時理事長であった荻野益三郎氏から「栄光の100周年おめだとうございます、さらに21世紀にかけての飛躍発展を心から祈念いたします」との祝電が送られたことが、交詢社百年史に記述されている。

## 清交社創立100周年を迎えて
令和５（２０２３）年の1年間を記念事業期間として、下記のような全体行事が開催された。
１月16日　創立100周年記念社員新年宴会　能楽師囃子方
4月26日　創立100周年記念祝賀会、宮川町御連中による祝舞
5月16日　毎日新聞社後援　清交社創立100周年記念フォーラム
「歴史と文化　女性が輝く社会」玉岡かおる、沢松奈生子、坂東眞理子、⻆　和夫理事長
5月19日　清交社創立100周年記念オープンゴルフコンペ（鳴尾GC）
6月15日　第1回創立100周年記念特別講演会（櫻井よし子さん）
7月8日　インド太平洋問題研究所共催　清交社創立100周年記念シンポジウム
「日本を取り巻く安全保障環境での経営者の常識」自衛隊幹部他、モデレーター：簑原俊洋
８月28日　第２回創立１００周年記念特別講演会（コシノジュンコさん）
12月4日　清交社創立100周年記念クリスマス会
の行事が企画され実施された。
また、清交社の同好会・諸会が主催で以下のような100周年記念特別イベントが実施された。
2月5日　健長遊同好会主催　清交社創立100周年記念能楽鑑賞会                     
5月15日　写真同好会主催　清交社創立100周年記念倉吉写真撮影バスツアー
5月19日　撞球同好会主催　清交社創立100周年記念撞球会
5月28日～29日　旅行同好会主催　清交社創立100周年記念奈良旅行
6月8日　清交社昭和会主催　清交社創立100周年記念清交社寄席       
7月6日　旅行同好会主催　清交社創立100周年京都旅ものがたり
8月4日　旅行同好会主催　清交社創立100周年京都御所・京都御苑・京都迎賓館　旅ものがたり
8月5日　清交社千客万来会主催　清交社創立100周年記念淀川花火大会                         
9月13日　ワイン同好会主催　清交社創立100周年記念ワイン会　大阪聘珍楼
9月26日　ヨガ同好会主催　清交社創立100周年記念特別健康講話会（ マスター・スダカー氏）
１0月3日　カラオケ同好会主催　清交社創立100周年記念カラオケ発表会   
10月25日　健長遊同好会・清交社昭和会共催　清交社創立100周年記念春日大社特別参拝・懇親会 
11月8日　経営研究同好会主催　清交社創立100周年記念原発見学とカニ料理日帰りバスツアー 
11月13日　経営研究同好会・健長遊同好会共催　清交社創立100周年記念文楽鑑賞会（国立文楽劇場） 
11月20日　俳句同好会主催　清交社創立100周年記念吟行句会（廣田神社） 
11月24日　清交むつみ会主催　清交社創立100周年記念むつみ会（柏屋千里山本店） 